# Tit Liviu Chinezu
Tit Liviu Chinezu (ur. 22 lipca 1904 w Huducu (obecnie: Maiorești), na terenie Okręgu Marusza w Rumunii, zm. 15 stycznia 1955 w Syhocie Marmaroskim) – rumuński biskup Kościoła Rumuńskiego Zjednoczonego z Rzymem, męczennik, błogosławiony kościoła katolickiego.

## Życiorys
Chinezu urodził się w 1904 r. w wiosce Huduc. Jego ojciec był księdzem greckokatolickim. W 1925 roku wyjechał do Rzymu na studia teologiczne. Ukończywszy je 31 stycznia 1930 r. otrzymał święcenia kapłańskie. W 1931 roku, po powrocie do Rumunii, w Blaju rozpoczął pracę w szkole kształcącej nauczycieli. Sześć lat później zaczął wykładać w Akademii Teologicznej w Blaju. Wykłady zakończył w 1947 r., gdy został przeniesiony do Bukaresztu, gdzie został mianowany protopopem. 28 października 1948 roku Chinezu i 25 unickich księży zostało aresztowanych przez władze komunistyczne. Chinezu został najpierw zamknięty w klasztorze prawosławnym Neamț, a następnie w więzieniu Căldărușani. Chinezu został mianowany przez papieża Piusa XII biskupem pomocniczym w Făgărăș-Alba Iulia. Jako tytularną stolicę otrzymał diecezję Regiana. Potajemnie sakra biskupia została udzielona mu 3 grudnia 1949 przez także więzionego biskupa Valeriu Traiana Frențiu. Gdy Watykan dowiedział się o znęcaniu się przez władze komunistyczne Rumunii nad biskupami i kapłanami katolickimi, Chinezu został przeniesiony do więzienia w Syhocie Marmaroskim. Nad biskupem znęcano się psychicznie i fizycznie. W czasie mroźnej zimy władze więzienne przetrzymywały Chinezu w lodowatej celi z otwartym oknem. 15 stycznia 1955 roku biskup  zmarł. 19 marca 2019 roku papież Franciszek ogłosił dekret o jego męczeństwie, a także o męczeństwie sześciu innych biskupów rumuńskich, ofiar komunistycznych władz. Beatyfikacja Chinezu odbyła się 2 czerwca 2019 roku w Blaju. Był to piąty przypadek beatyfikacji za pontyfikatu Franciszka, który osobiście wyniósł Chinezu do chwały ołtarzy.

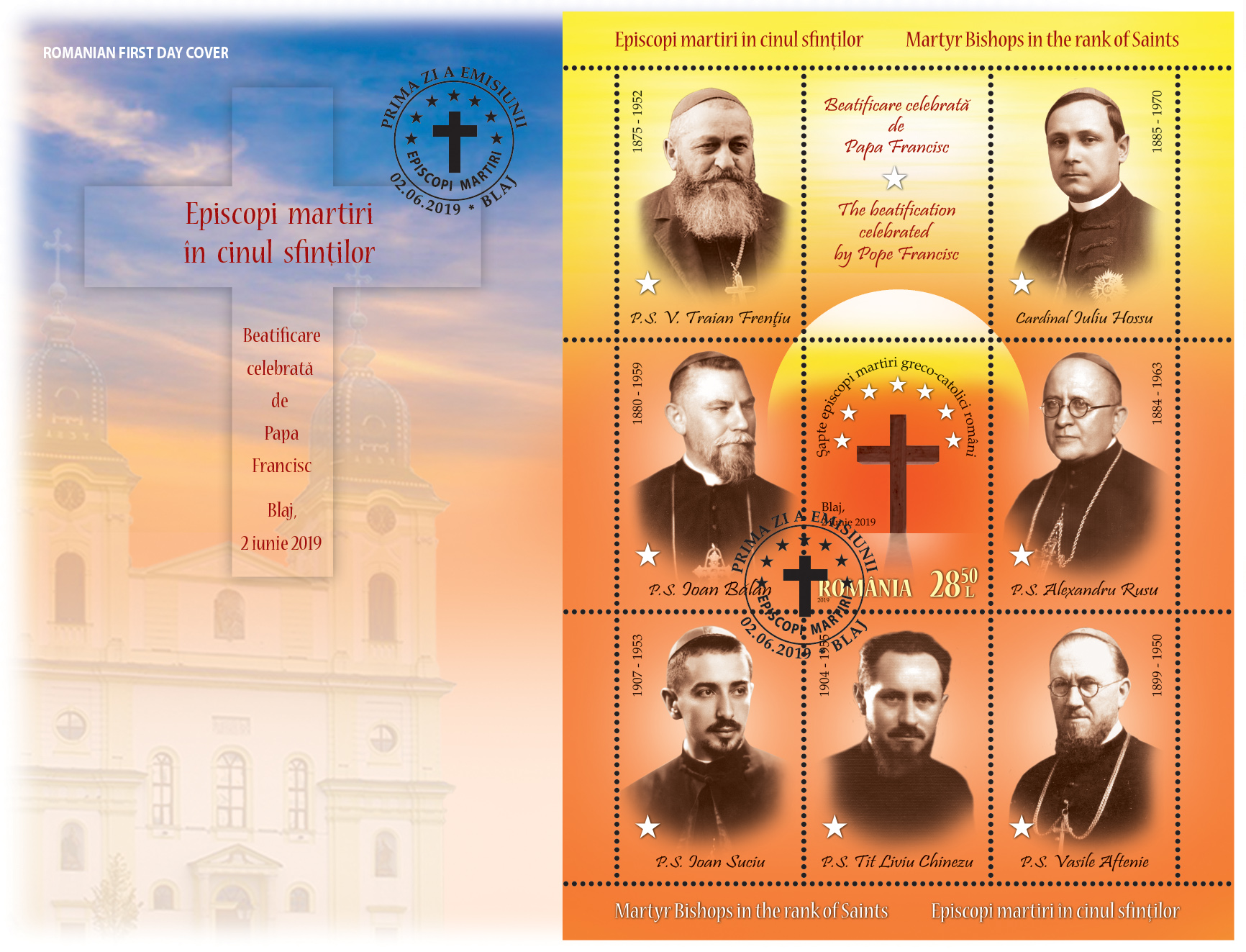
Wizerunek wszystkich rumuńskich biskupów – męczenników beatyfikowanych 2 czerwca 2019